# Macieira da Lixa e Caramos
Macieira da Lixa e Caramos (llamada oficialmente União das Freguesias de Macieira da Lixa e Caramos) es una freguesia portuguesa del municipio de Felgueiras, distrito de Oporto.

## Historia
Fue creada el 28 de enero de 2013 en aplicación de una resolución de la Asamblea de la República de Portugal promulgada el 16 de enero de 2013 con la unión de las freguesias de Caramos y Macieira da Lixa, pasando su sede a estar situada en la antigua freguesia de Macieira da Lixa.

## Demografía
| Gráfica de evolución demográfica de Macieira da Lixa e Caramos entre 2011 y 2021 |
|                                                                                  |
| Datos según el nomenclátor publicado por el INE portugués.                       |